# AC Semassi FC
AC Semassi Football Club w skrócie AC Semassi FC – togijski klub piłkarski grający w togijskiej pierwszej lidze, mający siedzibę w mieście Sokodé.

## Sukcesy
- I liga[1]:
  - mistrzostwo (10): 1978, 1979, 1981, 1982, 1983, 1993, 1994, 1995, 1999, 2014.

- Puchar Togo[2]:
  - zwycięstwo (3): 1980, 1982, 1990.

## Występy w afrykańskich pucharach
| Sezon | Rozgrywki                 | Runda       | Kraj                     | Klub                   | Dom | Wyjazd | Dwumecz      |
| ----- | ------------------------- | ----------- | ------------------------ | ---------------------- | --- | ------ | ------------ |
| 1980  | Puchar Mistrzów           | 1           | Gwinea Równikowa         | CD Elá Nguema          | 4–0 | 0–1    | 4–1          |
| 1980  | Puchar Mistrzów           | 2           | Senegal                  | ASF Police             | 1–1 | 0–1    | 1–2          |
| 1981  | Puchar Zdobywców Pucharów | 1           |                          | Kadiogo FC             | 2–1 | 2–3    | 4–4          |
| 1981  | Puchar Zdobywców Pucharów | 2           | Mali                     | Djoliba Athletic Club  | 0–1 | 0–3    | 0–4          |
| 1982  | Puchar Mistrzów           | 1           | Ghana                    | Asante Kotoko SC       | 3–2 | 0–2    | 3–4          |
| 1983  | Puchar Mistrzów           | 1           | Zair                     | AS Bilima              | 4–3 | 1–5    | 5–8          |
| 1984  | Puchar Mistrzów           | 1           | Wybrzeże Kości Słoniowej | Africa Sports National | 4–2 | 1–2    | 5–4          |
| 1984  | Puchar Mistrzów           | 2           | Angola                   | EC Primeiro de Maio    | 2–0 | 0–2    | 2–2 (k. 4–3) |
| 1984  | Puchar Mistrzów           | ćwierćfinał | Gabon                    | FC 105 Libreville      | –   | –      | –            |
| 1984  | Puchar Mistrzów           | półfinał    | Nigeria                  | Shooting Stars FC      | 2–1 | 1–5    | 3–6          |
| 1991  | Puchar Zdobywców Pucharów | 1           | Zair                     | DC Motema Pembe        | 0–0 | 1–2    | 1–2          |
| 1993  | Puchar Zdobywców Pucharów | wstępna     | Sierra Leone             | Diamond Stars FC       | –   | –      | –            |
| 1993  | Puchar Zdobywców Pucharów | 1           | Gabon                    | Delta Sports           | 2–0 | 0–1    | 2–1          |
| 1993  | Puchar Zdobywców Pucharów | 2           | Wybrzeże Kości Słoniowej | Africa Sports National | 0–3 | 0–4    | 0–7          |
| 1994  | Puchar Mistrzów           | wstępna     | Liberia                  | Mighty Barolle         | –   | –      | –            |
| 1994  | Puchar Mistrzów           | 1           | Maroko                   | Wydad Casablanca       | 2–0 | 1–6    | 3–6          |
| 1995  | Puchar Mistrzów           | 1           | Nigeria                  | BCC Lions FC           | 0–1 | 0–1    | 0–2          |
| 1996  | Puchar Mistrzów           | 1           | Maroko                   | CODM Meknès            | 2–1 | 0–1    | 2–2          |
| 2000  | Puchar CAF                | 1           | Wybrzeże Kości Słoniowej | Stade d’Abidjan        | –   | –      | –            |
| 2015  | Liga Mistrzów             | wstępna     | Gwinea Równikowa         | CD Elá Nguema          | 1–0 | 1–1    | 2–1          |
| 2015  | Liga Mistrzów             | 1           | Tunezja                  | Club Sportif Sfaxien   | 0–5 | 0–1    | 0–6          |

## Stadion
Domowe mecze klub rozgrywa na stadionie o nazwie Stade Municipal w Sokodé. Stadion może pomieścić 10000 widzów.

## Reprezentanci kraju grający w klubie od 1992 roku
Stan na styczeń 2023.
| - Emmanuel Adebayor - Ashraf Agoro - Tchagafo Agoro - Sabirou Bassa-Djeri - Izotou Gnenikakou - Ouro-Bodi Harissou - Moubarak Issifou - Donou Kokou | - Claude Koutoub - Aboubacar Rachidou - Ratei Takpara - Ouro-Nimini Tchagnirou - Abdou Sémiou Tchatakora - Arissou Traoré - Abdoulaye Yacoubou - Nouredine Yacoubou |